# Putin huylo!

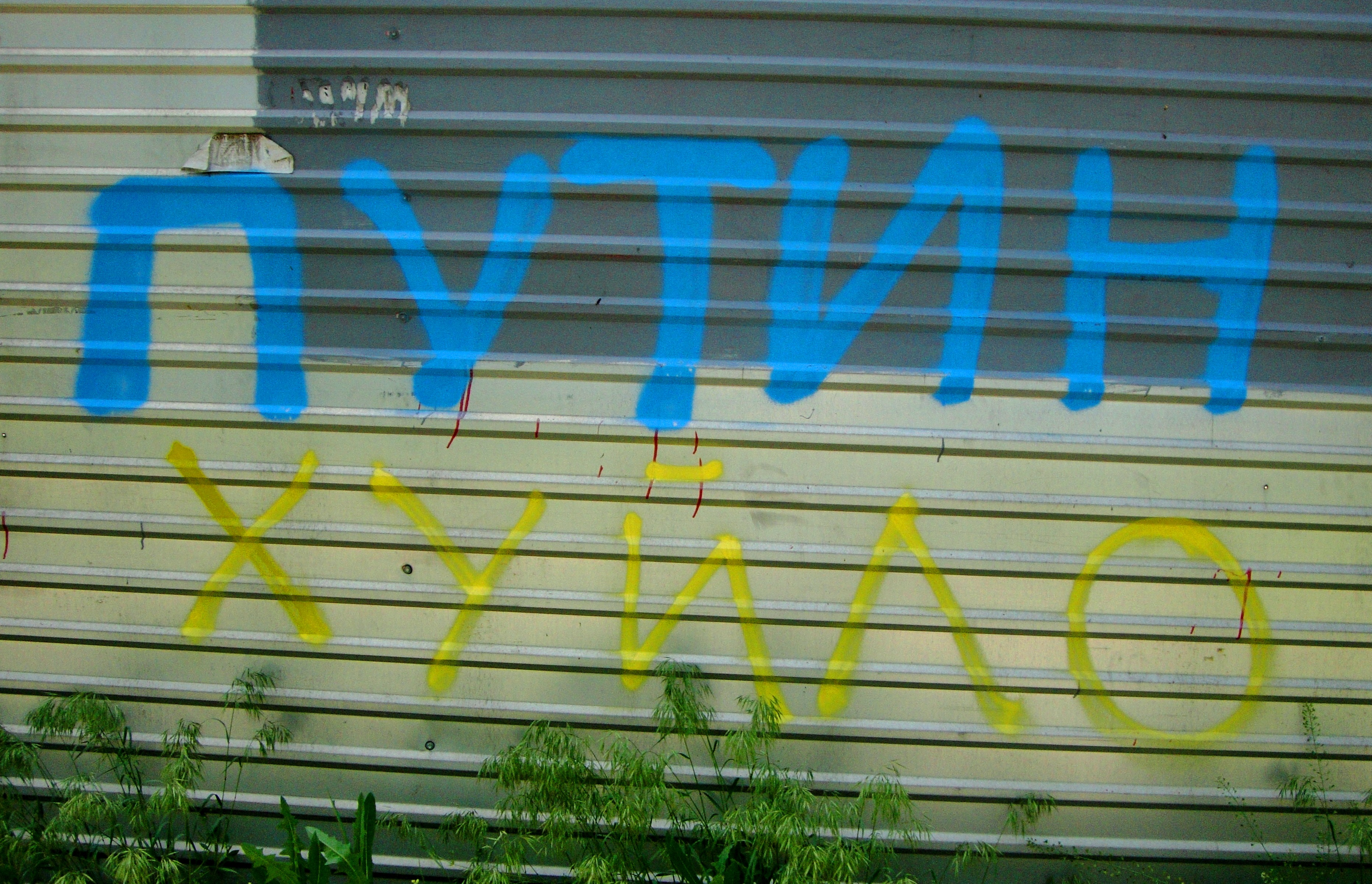
graffiti «Putin huylo!» em Ucrânia

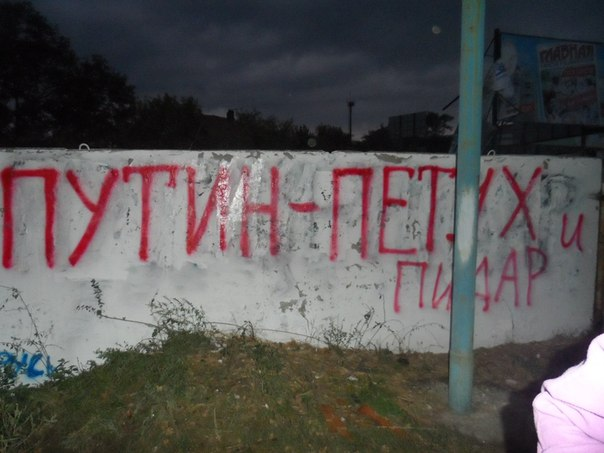

Putin huylo! é uma canção folclórica ucraniana que ridiculariza o presidente russo, Vladimir Putin.